# Saxifraga flexilis
Saxifraga flexilis är en stenbräckeväxtart som beskrevs av William Wright Smith. Saxifraga flexilis ingår i Bräckesläktet som ingår i familjen stenbräckeväxter. Inga underarter finns listade i Catalogue of Life.